# Sloni: Kočovníci pouště Namib
Sloni: Kočovníci pouště Namib (Elephant Nomads Of The Namib Desert) je dokumentární film televize BBC ze série Svět přírody. Dokument sleduje skupinu slonů, ve které je několik novorozených mláďat a ta musejí přežít dlouhé cesty, kdy putují za novými zdroji potravy. Film měl premiéru v roce 2008 na BBC Two. V Česku je vysílán např. na Viasat Nature.